# Estadio Luis Canena Márquez
El Luis Canena Márquez es un estadio de Béisbol situado en la localidad puertorriqueña de Aguadilla, fue construido por el gobierno municipal bajo la administración de Alfredo González en el año 1981, tiene una capacidad aproximada para 5000 espectadores, una estatua de Bronce de Luis A. Canena Márquez está ubicada en la entrada principal del estadio. 
Estas siendo remodelado para que puede ser usado en la temporada regular de la Liga de Béisbol Profesional de Puerto Rico, por los Indios de Mayagüez debido a que el estadio usado normalmente por este equipo (el Estadio Isidoro García), está en obras por los Juegos Centroamericanos y del Caribe que se realizaran en 2010, el estadio es usado además para conciertos, eventos religiosos, entre otras actividades.
- Datos: Q6700223